# Terzo d'Aquileia
Terzo d'Aquileia is een gemeente in de Italiaanse provincie Udine (regio Friuli-Venezia Giulia) en telt 2781 inwoners (31-12-2004). De oppervlakte bedraagt 28,2 km², de bevolkingsdichtheid is 95 inwoners per km².
De volgende frazioni maken deel uit van de gemeente: San Martino.

## Demografie
Terzo d'Aquileia telt ongeveer 1119 huishoudens. Het aantal inwoners steeg in de periode 1991-2001 met 5,8% volgens cijfers uit de tienjaarlijkse volkstellingen van ISTAT.
| Jaar | Inwoneraantal |
| ---- | ------------- |
| 1991 | 2515          |
| 2001 | 2661          |

## Geografie
De gemeente ligt op ongeveer 5 m boven zeeniveau.
Terzo d'Aquileia grenst aan de volgende gemeenten: Aquileia, Cervignano del Friuli, Grado (GO), Torviscosa, Villa Vicentina.